# Yaguajay
Yaguajay es un municipio cubano de la provincia de Sancti Spíritus.

## Toponimia
Yaguajay es un vocablo de la lengua arawak. Algunos aseguran que así se llamaba el cacique de estas tierras y otros lo asocian con el significado de la palabra en sí, que dicen se refiere a un lugar donde abunda la Palma Real.

## Símbolos
El escudo del municipio de Yaguajay tiene forma de adarga ojival con una rama de encina y otra de laurel. El sol indica autonomía, y el martillo y la mocha la unidad de los obreros. La inscripción CUBA en el saco de azúcar simbolizaba la importancia de este municipio en el país.

## Geografía física
Ubicación
La localidad cabecera del municipio de Yaguajay, el Pueblo de Yaguajay, se encuentra ubicado en la costa norte de la provincia de Sancti Spíritus, Cuba, sus coordenadas terrestres son: 22°19′ de latitud norte y 79°14′ de longitud oeste.
Límites Territoriales
Los actuales límites del municipio se sitúan:
- al norte, por mar, con Caibarién.
- al sur con Jatibonico, Cabaiguán y Taguasco.
- al este con Chambas y Florencia.
- al oeste con Caibarién y Remedios.

Extensión Territorial
Hasta 1976, Yaguajay fue uno de los 32 municipios de la antigua Provincia de Las Villas (subdividida en las actuales provincias de Villa Clara, Sancti Spiritus y Cienfuegos). Su extensión territorial era de 1.014 km² pero esa cifra ha sido modificada y actualmente es de 1.032 km².
Relieve
Destacan las alturas del norte, que derivan en la llanura costera hacia el norte y en la llanura norte hacia el sur. En sus costas de orillas bajas abunda el mangle y las sabanas.
- Manglares: Manglares de Guayaberas.
- Ciénagas: Ciénagas de Guayaberas.

El municipio lo atraviesa la formación montañosa conocida como las Alturas del norte de Las Villas y literalmente divide al municipio en dos partes, la zona montañosa, y la llanura que se desliza hacia la costa. De gran importancia es la conocida Sierra de Bamburanao.Sus ríos más importantes son el Jatibonico del Norte que sirve de frontera con la provincia de Ciego de Ávila y el Río Caonao. El río Máximo que nace en las lomas de Meneses, en su camino hacia la costa, atraviesa el pueblo de Yaguajay y el Batey de Vitoria.
- Sierras: Sierra de Meneses, Sierra de Meneses y Cueto.
- Lomas: Loma del Yigre, Loma de Piedra, Lomas de Sabanas Nuevas, Lomas de Caguanes, Lomas Las Tasajeras.

En las aguas de la Bahía de Buenavista pertenecientes al municipio se encuentran varios cayos de importancia y otras formaciones menores que son objeto de investigaciones arqueológicas y hábitat de gran variedad de animales y plantas. La Bahía de Buenavista, está catalogada como Reserva de la Biosfera.
- Playas: Playa de Carbó, Playa Vitoria, Playa Júcaro, Playa Bofill.
- Ensenadas y Esteros: Ensenada de Yaguajay, Ensenada del Juncal, Ensenada Cristóbal, Ensenada de los Robles, Ensenada de los Jacos, Ensenada de las Palmas, Ensenada de Guayarúes, Boca de Salinas, Estero Real, Boca del Róbalo.
- Puntas: Punta Coscorrones, Punta Guajiro, Punta del Obispo, Punta Tablosa.
- Embarcaderos: Embarcadero de Vitoria, Embarcadero El Júcaro, Embarcadero Muelle del Central Nela.
- Cayos: Cayo Fábrica, Cayo Cueva, Cayo Salinas, Cayo Guainaro, Cayo Lucas, Cayo Redras, Cayo del Obispo, Cayo Palma.

Hidrografía
El Municipio está bañado por multitud de arroyuelos, pero su río más importante es el río Yaguajay.
- Ríos: río Yaguajay, río Guainabo, río Seibabo, río Yagüey, río Seibabo, río Cambao.
- Arroyos: arroyo Bamburanao, arroyo Cristóbal, arroyo los Lazos, arroyo Caguanes.

Clima
La temperatura media del territorio es de 24 °C, pero frecuentemente se ve afectada por abundantes lluvias y el paso de fuertes ciclones tropicales.

## Ecología
Flora
- Frutales: Mamey Colorado, Mamey Amarillo, Caimito, Caimitillo, Guayaba, Guayaba del Perú, Mango de chupar, Mangas blancas, Chirimoya, Anón, Guanábana, Plátanos, Plátano manzano, Plátano macho, Plátano Johnson, Naranja, Naranja agria, Lima, Limón, Mamoncillo, Coco, Uva Caleta, Ciruela, Cereza, Almendro, Níspero, Marrañón.
- Maderables: Ocuje, Yaba, Sabicú, Majagua, Cedro, Caoba, Guira, Palma Real.
- Productivos: Caña de azúcar, Tabaco, Cacao.
- Ornamentales: Lengua de vaca, Arecas, Cactus, Rosas, Marpacífico, Bugambilia, Jazmín, Maravilla, Girasol, Crotos.
- Medicinales: Guisazo de Caballo, Salvia, Eucaliptus, Romerillo, Cundiamor.
- Silvestres: Maravilla, Brujita, Apazote, Verdolaga, Caña brava, Güines, Ateje, Almácigo, Campanilla, Curujey, Ceiba.

Fauna
- En el Suelo: Hormigas, hormigas locas, hormigas bravas, cucarachas, grillos, cigarras, culebras, lombrices, alacranes, caracoles, babosas.
- En la Luz: Chicharrón negro, Chicharrón Carmelita, Mariposas nocturnas.
- En el Aire: Mosquitos, Jejenes, Moscas, Guasasas, Moscón azul.
- En el Campo: Chinchilas, Gorriones, Tomeguines del Pinar, Mariposos, Zunzún, Tojosas, Palomas, Torcazas, Abejas, Avispas, Mariposas, Aguaciles, Auras Tiñosas, Lechuzas, Cernícalos, Gavilán, Sijú platanero, perros, gatos, caballos, carneros, chivos, vacas, mulos, gallinas.
- En los Ríos: Rana toros, Anguilas, Guajacones, Jaibas.
- En los Árboles: Lagartijas, Chipojos, Totíes.
- En el Monte: Majá de Santa María, Jutías, Venados , Palomas Perdices, Cateyes, Carpinteros.
- En el Mar: Pargo, Langosta, Camarones, Lisetas, Roncos, Rabirrubia, Toninas.
- En la Costa: Cangrejos, Iguanas.
- En las Cuevas: Murciélago mariposa.

Reservas Naturales
- 'Judas', Incluye la Punta de Judas, el Cayo y su Cueva. Esta última de gran interés arqueológico por los descubrimientos que en ella se han realizado.
- 'Caguanes', Actualmente esta región es considerada como una Reserva Natural. Su impresionante cueva ha sido ampliamente explorada. La importante colonia de murciélagos que la habitaban, produjeron toneladas de excremento o "guano" de muerciélago de interés como abono agrícola.
- 'El Yigre', Ofrece una vista panorámica de la llanura donde están los ingenios y cañaverales hasta los cayos e islas más cercanos a la costa.

Playas
- 'Playa Vitoria', Está a 5 km de Vitoria. Durante mucho tiempo el acceso a la misma sólo era posible utilizando la línea ferroviaria del central. Hace unos años fue remodelada y se construyeron una cafetería y un restaurante.
- 'Playa Carbó', Situada en la zona de igual nombre, en las cercanías de Narcisa.
- 'Playa Júcaro', Situada en la zona de igual nombre, en las cercanías de Narcisa.

Zonas protegidas.
- 'El parque nacional Caguanes'.
- 'La Bahía de Buenavista', La riqueza de estas aguas que bañan toda la costa del Municipio se extiende desde su vida marina hasta las especies que habitan sus cayos y grutas.
- 'Jobo Rosado', Esta zona próxima a Meneses es conocida por la variedad y riqueza de su flora y fauna.

## Geología
Paleontología.
La Cueva de Cayo Judas es de gran interés arqueológico por los descubrimientos que en ella se han realizado.
Petrología.
Minas de Jarahueca, Son muy conocidas y de ellas se extrajo mucho petróleo en los años 50 del siglo XX.
Sismología.
El 13 de enero de 1939, hubo un temblor de tierra en Yaguajay, con réplicas el día 14 de agosto.

## Historia
Yaguajay, Siglo XVI
1513, En este año, llegaron a estas tierras los primeros españoles. La exploración de este territorio estuvo a cargo de Pánfilo de Narváez.
1530, El 12 de agosto los colonos españoles instauran su primera encomienda en estos territorios controlados por un cacique de nombre "Yaguayhay".
Yaguajay, Siglo XVII
1600, Diego Calona era dueño de las haciendas de Yaguajay y tenía un ingenio. También surtía de carnes y madera a la flota del Rey.
Yaguajay, Siglo XVIII
1767, Manuel Carlos Garibaldo era ministro de los reales cortes de maderas de ocuje, yaba, caoba, sabicú, cedro, y otras más, llevándose la madera cortada en Yaguajay por las ensenadas.
Yaguajay, Siglo XIX
1869
- El 20 de enero salió rumbo a Yaguajay y Mayajigua la compañía de infantería de Tarragona.
- Se destacan en la zona de Yaguajay las primeras tropas españolas.

1873, El 25 de julio, el jefe insurrecto Miguel Ramos tiene un encuentro con fuerzas españolas y les causa tres bajas.
1895
- El 27 de abril llegan a al zona de Yaguajay las primeras fuerzas españolas del regimiento de Alfonso XIII al mando del capitán Evaristo Mejías de Polanco.
- El 5 de junio, Pedro Díaz Molina, Juan Jiménez, Abelardo Montalbán, los hermanos Herradas y Joaquín Castillo se levantan en armas contra España y van hacia San Marcos. El 25 de junio, el comandante José Acosta Carvajal reúne doce hombres y se alzan en armas contra el gobierno Español.
- Se alza el primer yaguajayense contra el gobierno español, el capitán Eduardo Sansaricq.
- Las fuerzas del coronel Español Enrique Segura operaban en la zona de Yaguajay.
- El batallón de Pavia y las tropas de Zubia, pertenecientes al ejército español operaban en la zona de Yaguajay.
- Se formó en el pueblo de Yaguajay una compañía de voluntarios con ciento quince elementos, mandados por Basilio Zubero. Los "voluntarios" eran las fuerzas cubanas aliadas a España.

1897, Las tropas españolas bajo las órdenes del comandante Tarrafo operaban en Yaguajay.
1898
- El 29 de agosto llega el General en Jefe Máximo Gómez a Yaguajay, ocupa Narcisa y acampan en Boffil.
- El 23 de noviembre se retiran definitivamente las tropas españolas que operaban en la zona de Yaguajay.
- El día 29 de diciembre, en la proclama de Narcisa, y en la proclama de Yaguajay unos días antes, el Generalísimo Máximo Gómez explica su posición sobre la situación en Cuba una vez concluida la guerra.

1899, El 2 de enero, abandona el territorio el general en Jefe del Ejército Libertador Máximo Gómez Báez rumbo a La Habana, destaca en Yaguajay cuarenta hombres al mando del coronel Tristá.
Yaguajay, Siglo XX
1963, El gobierno nacionaliza las tierras y propiedades de Los Delgados, José Gruar, Crispín Fernández-Calienes y Los Fowler, quienes poseían más de 1500 caballerías de tierra.
Yaguajay, Siglo XXI
2000, El Estado decide desmantelar un gran número de centrales azucareros, entre los que se encuentran dos del municipio de Yaguajay, Vitoria y Nela.

## Demografía
Población
| Años | Habitantes | Mujeres | Hombres | Urbana | Rural  |
| 1907 | 13,707     | -       | -       | -      | -      |
| 1919 | 21,491     | -       | -       | -      | -      |
| 1931 | 28,046     | -       | -       | -      | -      |
| 1943 | 34,290     | -       | -       | -      | -      |
| 1953 | 36,513     | -       | -       | -      | -      |
| 1999 | 61,135     | -       | -       | -      | -      |
| 2002 | 59,193     | 30,380  | 28,813  | -      | -      |
| 2005 | 58,436     | 28,439  | 29,997  | -      | -      |
| 2006 | 58,004     | 28,240  | 29,764  | 37,904 | 20,100 |

La tendencia natural al crecimiento en la población del municipio de Yaguajay se cumplió hasta el año 1999. A partir de esta fecha, se observa un decrecimiento en el número de habitantes del municipio, con más énfasis en la cantidad de mujeres.

## Política
El Municipio de Yaguajay fue oficialmente creado el 1 de enero de 1879 y fue un término municipal del distrito de San Juan de los Remedios, Provincia de Las Villas hasta los años 60 del siglo XX, cuando pasó a formar parte de la Regional de Caibarién en la misma provincia de Las Villas. En 1976, se estableció una nueva división político-administrativa en Cuba y Yaguajay pasó a ser
Ayuntamiento.
El actual edificio de dos plantas del ayuntamiento fue inaugurado en 1929 pues el anterior, que se encontraba frente a éste, había sido destruido por un incendio intencional en 1923.
El 4 de abril de 1952, a las trece horas fue cercado y ocupado por fuerzas de la guardia rural al mando del teniente Urra el ayuntamiento municipal para la destitución del alcalde socialista José Ruiz Rodríguez por negarse a firmar los estatutos del gobierno militar instaurado por Fulgencio Batista con el golpe de Estado del 10 de marzo. Fue nombrado alcalde Manuel García Reinoso.

## Economía
Puede indicarse el PIB que genera cad

### Empleo
Pueden añadirse datos sobre su población activa, tasa de actividad y tasa de desempleo.

### Sectores
Sector primario.
- Minas de Jarahueca, Son muy conocidas y de ellas se extrajo mucho petróleo en los años 50 del siglo XX. Durante mucho tiempo, estos yacimientos fueron considerados uno de los más importantes de Cuba.

Sector secundario.
Construcción
- Fábrica de Baldosas de Yaguajay, Había una fábrica de Baldosas en la calle Marrero, que era propiedad de un vecino de Narcisa.
- Fábrica de bloques de Vitoria, Fabricaba bloques y baldosas que se utilizaban en todas las obras particulares y estatales en el municipio y fuera de sus límites.
- Fábrica de Tejas del Río, Producía tejas y ladrillos de alta calidad.
- Horno de Cal de Narcisa, Aquí se producía la cal que se añadía al guarapo en el proceso de fabricación del azúcar en Narcisa.
- Horno de Cal de Cayo Lucas, Producía la cal que se añade al guarapo en el proceso de fabricación del azúcar para los ingenios del territorio.

Industria
- Central Narcisa, El Complejo Agrícola Industrial "Obdulio Morales Torres", identificado como el CAI n.º 418 por el Ministerio del Azúcar, y que fuera conocido anteriormente como "Narcisa" y mucho antes como "Belencita", era el único sobreviviente de los tres que llegó a tener el municipio de Yaguajay. Vitoria y Nela fueron demolidos en el 2002 y Narcisa fue desmantelado en el 2008.
- Central Vitoria, El Complejo Agrícola Industrial "Simón Bolívar", identificado como el CAI n.º 448 por el Ministerio del Azúcar, fue demolido en el 2002 junto con el Ingenio de Nela.
- Central Nela, El Complejo Agrícola Industrial "Aracelio Iglesias", identificado como el CAI n.º 444 por el Ministerio del Azúcar, fue demolido en el 2002 junto con el Ingenio de Vitoria.
- Fábrica de Refrescos CAWY de Yaguajay, La "CAWY" garantizaba el consumo del municipio y cubría las provincias de La Habana, Matanzas, Las Villas y parte de Camagüey. Su nombre es el acróstico formado por los nombres de los propietarios, a saber, Clodovaldo, Antonio, Waldo e Ynocencio. Actualmente los refrescos Cawy se producen en La Florida, y se distribuyen a otros países, pero la original planta de Yaguajay ya no funciona y sólo ha quedado para embotellar agua.
- Fábrica de Hielo de Yaguajay, La primera fábrica de hielo que hubo en Yaguajay, abastecía a toda la población de la zona. En 1982 se inauguró una nueva planta con una producción diaria de quince toneladas.
- Fábrica de Conservas de Yaguajay, "La Fronda" tenía un amplio surtido de dulces que abastecía el pueblo y otras zonas el municipio.
- Fábrica de Conservas de Mayajigua, Dedicada a la producción de salsa de tomate.
- Planta de Lácteos de Mérida, Tenía una excelente y variada producción de mantequilla y quesos.
- Fábrica de Tabacos, Tabacos "Morning", famosos y de muy buena venta. Se hacían en Yaguajay, en la fábrica de Domingo Yunes.
- Molino de Trigo de Meneses, Antiguo molino que hacía un gofio (polvo de trigo tostado) de excelente calidad. Los cartuchos de papel que lo contenían eran de unos 500g y tenían un robusto niño vestido de corto y con sombrero de yarey.
- Molinos de Arroz, Estaban diseminados por todo el territorio y eran mayoritariamente de uso particular.

Sector terciario.
Hoteles
- San José del Lago, Balneario de excelentes aguas minerales y termales. Cuenta con piscinas, restaurante y cabañas rústicas. Su lago plagado de aves acuáticas y migratorias hacían las delicias de los visitantes. Tuvo una pista de aterrizaje. Actualmente se llega a él por la carretera de Yaguajay a Morón.
- Hotel Plaza de Yaguajay, Está ubicado en la calle principal Panchito Gómez o Calle Real. Edificado en dos plantas, tiene una bonita escalera de mármol y una decena de habitaciones. Actualmente aloja también las oficinas de un Rent a Car.

Sector cuaternario.
Innovación, investigación y desarrollo.

## Transportes
Aéreo
- Aeropuerto de Mayajigua, Se encuentra en las proximidades del balneario de San José del Lago, en Mayajigua. Es internacionalmente identificado por las siglas MJG.
- Aeropuerto de Yaguajay, Estuvo ubicado en el conocido Potrero de Bonilla. El 25 de agosto de 1913 se produjo el primer aterrizaje de un avión en Yaguajay. Lo pilotaba Domingo Rosillo, pionero de la aviación en Cuba.
- Aeropuerto Militar, En la carretera de Yaguajay a Vitoria, frente al antiguo cuartel, hoy hospital municipal.

Ferrocarril
El 13 de mayo de 1873, España concede a la familia Carbó permiso para la construcción de un ferrocarril para uso del ingenio "Santa Catalina" con una longitud de 3700 metros. La construcción se realizó fuera del término legal establecido y se agregó a la línea una extensión hasta Carbó, otra hasta Centeno y un ramal hasta Yaguajay.
Finalmente, en 1891, España legaliza como de "servicio particular y de uso público", la línea férrea titulada de "Yaguajay", propiedad de D. José Carbó, entre la playa de Carbó en la costa norte de la isla de Cuba y el ingenio "Centeno", con un ramal a la población de Yaguajay, a instancias de lo solicitado por D. Ignacio Plá y Muro, representante de la sucesión Carbó.
- 1910, Se inauguró la línea de vía estrecha entre Yaguajay y Mayajigua, también propiedad del central Narcisa.
- 1913, Se inaugura el nuevo ferrocarril para uso público, propiedad de los dueños de Narcisa, entre Caibarién y Morón pasando por Yaguajay. Durante mucho tiempo, el vehículo utilizado era conocido como el "Gas-Car", que hacía múltiples paradas en us recorrido.
- 1940, En este año se suspende el funcionamiento del servicio público del "Ferro-Carril Yaguajay", propiedad de Vitoria que iba a Jobo Rosado.
- 1945, Empezó a utilizarse el fuel-oil en las locomotoras de vapor sustituyendo al carbón de piedra y la madera.

Marítimo
- Vapor "Yaguajay", El intenso tráfico marítimo en las costas de Yaguajay en el siglo XIX llegó a contar con un vapor que daba viajes entre Caibarién y Carbó. El vapor "Yaguajay", fue construido en los Estados Unidos.

Carretera
- Narcisa-Yaguajay, Esta ruta la hacía una guagua propiedad de la familia Reyes, le decían la "Complaciente" y su característica era estar abierta por los lados.
- Caibarién-Yaguajay-Chambas, Las "Camberras" fueron durante mucho tiempo el único medio para salir por carretera hacia La Habana o Camagüey. Tenían una frecuencia de dos o tres viajes diarios.
- Yaguajay-Habana, Esta ruta la cubrían guaguas de fabricación japonesa que se caracterizaban por su potente aire acondicionado y le decían "Comillo Blanco". Su frecuencia de viajes ha sido de una o dos veces por semana.
- Vitoria-Yaguajay-Narcisa, Esta ruta se inició con unas guaguas italianas llamadas "Robur" y posteriormente por guaguas "Girón" ensambladas en La Habana. Hacían su recorrido cada media hora.
- Carros de Alquiler, Yaguajay contaba con varios autos de alquiler que daban viajes a Caibarién, Mayajigua, Meneses, Santa Clara y La Habana, pero las ruta más utilizada era la que unía a Yaguajay con Vitoria o Narcisa. Los modelos de automóviles más conocidos eran, - Ford - Cheverolet - Opel - Mercury.
- Carga por Camiones, Existía también en Yaguajay el transporte de carga por carretera, el que se realizaba con modernos camiones que unían los diferentes puntos del municipio. Muy conocido y pintoresco era el "tres-patá" de Caoba, por ser de los años 30.

## Servicios públicos

### Abastecimiento
En el 1861, Se empezó a utilizar petróleo en lugar de velas para el alumbrado público.
- Planta eléctrica de Yaguajay, Había una planta que generaba electricidad para la zona, estaba en la salida de Yaguajay a Vitoria. Fue motivo de varios atentados a finales de 1958.
- Planta eléctrica de Iguará, Era de relativa importancia y estaba muy relacionada con la familia Izquierdo.
- Planta eléctrica de Mayajigua, Era propiedad Eva Arze, quien también era propietaria del cine de Mayajigua.

### Educación
Pueden añadirse datos sobre sus centros de educación concertada, privada y pública.

### Higiene
Pueden añadirse datos sobre su gestión de residuos y limpieza.

### Salud
Pueden añadirse datos sobre sus centros sanitarios y n.º de camas.

### Seguridad
Pueden añadirse datos sobre su delincuencia y unidades policiales.

## Medios de comunicación
Correos y Telégrafos.
En 1870, comenzó a funcionar el primer telégrafo en Yaguajay. En la época colonial los servicios telegráficos se prestaban en Yaguajay, Mayajigua, Meneses y Narcisa. Actualmente, los servicios de correos se han extendido a diversos lugares del municipio. La oficina de Correos de Yaguajay estuvo en los bajos de la Colonia Española, en la calle Real.
Servicio Telefónico.
Los servicios telefónicos en el municipio eran mayoritariamente a través de líneas privadas como la de Narcisa, Vitoria y Nela. Las fuerzas de la Guardia Rural tenían su propia línea. La compañía Cubana de Teléfonos tenía muy pocos abonados a sus servicios, entre ellos el dentista Ignacio Castresana. El centro telefónico de Yaguajay estaba en una casa de madera frente al Hotel Plaza, en la calle Real. Llegó a contar con un moderno edificio frente a la tienda "La Moderna" y dispone de discado directo.
Prensa Escrita.
- "La Voz de Yaguajay", Periódico fundado en Yaguajay por Ignacio Plá Muro el 11 de septiembre de 1891.
- "El Eco de Yaguajay", Periódico literario semanal fundado en Yaguajay el 12 de octubre de 1892.
- "Lux", Quincenario del Dr. Mario Ayala Pomares, que comenzó a publicarse en Yaguajay, en mayo de 1925.
- "Prensa Local", El Primer periódico de Meneses se empezó a publicar marzo de 1927.
- "Adelante", semanario local de Yaguajay, propiedad de Benito Pérez Soto, que empezó a salir el 1 de junio de 1938.
- "Patria", Semanario local que comenzó a publicarse en Yaguajay el 1 de octubre de 1940 por Don F. Pertierra.

Radio.
- "La Voz de Yaguajay", Salió al aire en el 2000.

## Patrimonio
Pueden indicarse sus yacimientos arqueológicos.
Civil.
Militar.
Religioso.

## Cultura
Museos
Instalaciones culturales
- 'Cine "América Libre"', Actualmente se conoce con ese nombre. Fue inaugurado el 13 de agosto de 1949 con la proyección de la película norteamericana "La calle sin nombre". Su nombre original fue Cine-Teatro "American National".
- 'Cine-Teatro de la Colonia Española', Estaba en los bajos de la Colonia Española, en la calle Real de Yaguajay. Su interior era todo en madera y metal forjado. Pedro Martínez Echemendía (peruchín), fue su maestro carpintero.
- '"Cinelandia", Mayajigua', Tenía 305 asientos.
- '"Eva", Mayajigua', 300 localidades.
- '"Maritza", Meneses', Capacidad para 500 personas.
- '"La Caridad "', Iguará, Tenía 300 localidades.
- '"Nena", Venegas', Contaba con 160 butacas.
- '"Mirtha", Jarahueca', Para 300 personas.
- '"Narcisa", Narcisa', El cine del Central Narcisa tenía 266 butacas.
- 'La Colonia Española de Yaguajay', Fue inaugurada el 15 de enero de 1892 como casino español. El 1 de enero de 1909 inauguraron su actual edificio con la presencia de la banda municipal de Remedios y la actuación en su teatro de una compañía de Zarzuelas. En marzo de 1939, en la Colonia Española de Yaguajay se cambia la bandera de la República por la de la Monarquía. Había terminado la guerra civil en España. El 4 de enero de 1959, en su teatro, fueron celebrados los juicios públicos realizados por el Tribunal Revolucionario.
- 'La Sociedad de Vitoria', Estaban en la planta alta de un bonito edificio. Su salón principal estaba engalanado con enormes lámparas de cientos de lágrimas de cristal, y unos enormes espejos
- 'Atracciones, Los Caballitos', Eran propiedad de Lalo Vicens, de Narcisa. Tenía, además del carrusel o caballitos, una estrella, el "jula-jula", etc. Generalmente lo montaban en época de fiestas al lado del parque "José Martí".

'1925', El 1 de noviembre fue fundada, por el alcalde de Yaguajay Gaspar Antigas Sagas la Banda Municipal de música.
Hoteles
- 'San José del Lago', Balneario de excelentes aguas minerales y termales. Cuenta con piscinas, restaurante y cabañas rústicas. Su lago plagado de aves acuáticas y migratorias hacían las delicias de los visitantes. Tuvo una pista de aterrizaje. Actualmente se llega a él por la carretera de Yaguajay a Morón.

- 'Hotel Plaza de Yaguajay', Está ubicado en la calle principal Panchito Gómez o Calle Real. Edificado en dos plantas, tiene una bonita escalera de mármol y una decena de habitaciones. Actualmente aloja también las oficinas de un Rent a Car.

Festividades y eventos.
Gastronomía.

## Deporte
Entidades deportivas.
Instalaciones deportivas.
Eventos deportivos.

## Religión
El municipio de Yaguajay aunque se identifica la mayor parte de la población como cristiana católica, es importante hacer mención que predomina el sincretismo afrocubano y las religiones africanas. Una mínima parte de la población es de confesión evangélica o protestante. 
Católica
- Parroquia “Nuestra Señora del Carmen”, José M. Gómez n.º 53-A, Meneses.
- Iglesia “Nuestra Señora de la Caridad”, Calle C n.º 25. Jarahueca.
- Iglesia “ San José”, Martí n.º 25. Iguará.
- Iglesia “Nuestra Señora de la Caridad”, Julio A. Mella n.º 22, Perea.
- Parroquia “San José”, Pedro Díaz n.º 21, Yaguajay.
- Iglesia “San Antonio de Padua, Mayajigua.
- Iglesia “Nuestra Señora de la Caridad”, Nela.
- Iglesia “Sagrado Corazón de Jesús”, Vitoria.
- Iglesia “Sagrado Corazón de Jesús”, Narcisa.
- Comunidad religiosa masculina "Oblatos de María Inmaculada", Pedro Díaz n.º 18, Yaguajay.

Bautista
Actualmente existen otras seis Iglesias Bautistas en el municipio situadas en la localidad de Iguará (1997); Vitoria (2003); Iglesia Bautista Betel en el Barrio de África, en el mismo Yaguajay (2008), y la Iglesia Bautista de Yaguajay (1937), La Iglesia Bautista de Mayajigua, La Iglesia Bautista del Río de Mayajigua. También existen misiones Bautistas y casas de oración en Centeno, La Lolita, Piñero, Narcisa y Reparto Revolución, Camaján, Venegas, Perea y Sivoney. 
- Templo Eben-Ezer de Yaguajay. La iglesia bautista inició su trabajo misionero en la zona de Yaguajay en 1914 en dos lugares de manera simultánea, en el Central Narcisa atendida por misioneros provenientes de Caibarien que trabajaban en el central y en Pinero Guayabero Iguara, con la familia Núñez (Herminio Núñez) atendidos por el pastor Francisco País (El padre de Frank País) de la Iglesia Bautista de  Sancti Espíritus. En una fecha anterior a 1937 los hermanos Rascas de la Primera Iglesia Bautista de Caibarien inician la plantación propiamente dicha de la iglesia, después en 1937 la Convención Bautista de Cuba Occidental envía como pastor misionero al Dr. José Manuel Sánchez ese mismo ano se compra la propiedad actual que ocupa la iglesia (dicho edificio no existe porque fue demolido en la década de los 90, era el edificio que ocupaba el antiguo colegio bautista) quedando así establecida oficialmente la misión bautista de Yaguajay, posteriormente en diciembre de 1941 es que se organiza oficialmente la misión de Yaguajay como Iglesia Bautista de Yaguajay, para este entonces ya la obra bautista llevaba muchos anos en el pueblo. El edificio actual es inaugurado el 13 de octubre de 1961 por el pastor Pablo Martínez. En su relación con la población, y su gran influencia en la vida cultural del municipio, jugó un papel fundamental el funcionamiento de su "Colegio Bautista". También funda un en 1946 un monumento dedicado a las madres de Yaguajay en el actual paseo Agramonte, monumento que perdura hasta hoy. Se encuentra ubicada en la calle Quintín Banderas n.º 15 y su pastor actual es el Presbítero Yuri Castellanos Pérez. Se define como "una Iglesia bíblica, autónoma y misionera, de corte tradicional, sin llegar al legalismo, que aboga por un equilibrio bíblico y teológico en su práctica; está afiliados a la Convención Bautista de Cuba Occidental. La Iglesia Bautista Eben-Ezer de Yaguajay es la congregación pionera en el movimiento de plantación de iglesias Bautistas en el municipio de Yaguajay organizando nuevas iglesias de este credo en Iguará, Vitoria, El Barrio de África (Yaguajay) y misiones en Centeno, Narcisa y Camajan. Entre la lista de sus ministros figuran los siguientes pastores: José Manuel Sánchez, Miguel Ángel Cayeiro, Pablo Martínez, Calixto Hernández, Tomas Inguanzo, Lázaro Cuesta, Mario Zarauza, Carlos Sebastián Hernández Armas y Yury Castellanos. Han sido mucho de los hijos de Yaguajay quienes han sido misioneros fieles de esta iglesia entre los que figuran: Isabel Aguilar Martínez, Dr. Julio Alonso, Brandy Viamonte Peraza, Héctor M. Pérez Galañena, Manuel Fontery, Norma Fernández Aguilar, Libier Polín García, Inilo Landera Rojas. Algunos miembros de renombre en esta congregación Yaguajayense han sido Eva Sánchez, quien fuera la primera Bautista de Yaguajay Bautizada en el 1937 por el Dr. Josá Manuel Sánchez, Norma Matoz (la esposa de Fernandito el abogado), Juan Bautista Pérez, un destacado escritor, hoy residente en EE. UU., la licenciada Daisy Muñoz Crespo, reconocida profesora de Español y Literatura de Yaguajay, la maestra pro excelencia de esta iglesia, María de La Luz Muñoz Crespo, una de las peluqueras de Yaguajay, La Maestra Isabel Aguilar, y otros. Esta iglesia cuenta con una biblioteca al servicio de la comunidad y de todo el pueblo cristiano del municipio de Yaguajay. La Iglesia Bautista Ebenezer de Yaguajay es la iglesia pionera en plantar las primeras misiones bautistas occidentales en la provincia de Ciego de Ávila fundando misiones en Fallas, La Manga, Chambas y organizando la primera iglesia bautista de Cuba Occidental en Ciego de Ávila en el municipio de Florencia.
- Templo Bet-El de Yaguajay; Está ubicada en el Barrio de África. Es una congregación bautista fundada como misión propiamente dicha el 2 de marzo de 2003 por el pastor Héctor Michel Pérez Galañena y la misionera Norma Isabel Fernández. Norma Fernández Aguilar continúa siendo la misionera hasta el día de hoy, el pastor Héctor Michel Pérez Galañena paso a servir en la Iglesia Bautista de Vitoria e Iguará en 2005, desde 2008 pastor en Los Estados Unidos. Esta congregación se definen como "una Iglesia organizada en diciembre de 2008, actualmente afiliada a la Convención Bautista de Cuba Occidental. Esta iglesia se encuentra en uno de los barrios marginales de la ciudad, donde es abundan las religiones afrocubanas. Son muchos los que ya forman parte de esta congregación. La Iglesia Bautista del Barrio de África está enfocado en la evangelización y alcance de la comunidad de raza negra practicante de las religiones afro.
- Iglesia Bautista Getsemaní de Vitoria, Ubicada en la Calle 10 n.º 10, fue fundada en el 2003, han sido varios los misioneros que en ella han servido como ministros y misioneros, todos residentes de Yaguajay entre los cuales figuran el Dr. Julio Alonzo Martel, Manuel Fontery, Alin Chinea Wong, Héctor Michel Pérez Galañena y Libier Polín Garcíaz y el pastor actual Francisco Javier Linares. La iglesia Bautista de Vitoria está afiliada a la Convención Bautista de Cuba Occidental.
- Iglesia Bautista de Iguara
- Iglesia Bautista de Mayajigua
- Iglesia Bautista del Río de Mayajigua

PASTORES BAUTISTAS HIJOS DEL PUEBLO DE YAGUAJAY
1. Juan Bautista Pérez.
2. José Manuel Agüero.
3. Carlos Teyes.
4. Erminio Nuñez.
5. Héctor Michel Pérez Galañena.
6. Brandy Viamonte Peraza.
7. Libier Polín García. 
MISIONERAS BAUTISTAS HIJAS DE YAGUAJAY
1. María Erminia Merlo.
2. Xiomara Díaz (Hoy afiliada a la Fraternidad de Iglesias Bautista de Cuba).
3. Raquel Rodríguez Lorenzo.
4. Norma Isabel Fernández Martínez.
Evangélica
- Iglesia Evangélica de Yaguajay, Se encuentra situada en la calle Invasión # 9, entre Basilio Guerra y Felino Rodríguez.

Presbiteriana
- Iglesia Presbiteriana', (Hoy desaparecida) Fue fundada originalmente en Meneses. Uno de sus primeros pastores, Labastida, fundó el movimiento religioso Los Pinos Nuevos.

Pentecostal
- Iglesia Cristiana Pentecostal de Cuba fundada en 1951
- Iglesia Evangélica Pentecostal Buenas Nuevas
- Iglesia Betel Pentecostal

Masonería
En 1921 se funda la denominada Agrupación Masónica de Yaguajay, Meneses y Mayajigua, llegándose a contar con varios templos y logias. Actualmente están activos los siguientes templos:
- Templo de la Logia “Carlos Manuel de Céspedes”. , Está en la calle Quintín Banderas # 18 e/ Panchito Gómez y Camilo Cienfuegos, en Yaguajay. Fue fundada el 25 de septiembre de 1925.
- Templo de la Logia “Andrés Cassard”, Fundada el 22 de octubre de 1950, se encuentra en la calle Gonzalo de Quesada # 18, en Mayajigua.
- Templo de la Logia "José Martí”, Se encuentra en la calle Abel Roig # 55 e/ Idelgaris Bravo y Orestes Bravo, en Venegas. Fue fundada el 26 de noviembre de 1950.

Africana
- Yoruba, Las raíces Yorubas llegaron con los esclavos africanos traídos del Congo, Nigeria, etc.
- Palería
- Santería
- Espiritismo

## Ciudades hermanadas
- San Miguel de Abona, municipio español perteneciente a la provincia de Santa Cruz de Tenerife, en las Islas Canarias. Desde el 13 de julio de 2001.